# Global News
Global News es la unidad de noticias de la Global Television Network (GTN) en el Canadá, propiedad de Corus Entertainment.  La unidad es responsable de toda la programación noticiosa nacional de la GTN así como de las noticias locales en las 15 estaciones locales de la GTN.
Corus También opera múltiples estaciones de radio bajo la marca Global News Radio.

## Programas nacionales
En septiembre del 2001, Global reemplazó Canada Tonight con un nuevo telediario, Global National, presentado por Kevin Newman (ahora presentado por Dawna Friesen).  Se transmitió desde el nuevo centro nacional de noticias de Global en el estudio CHAN-TV en Burnaby, Columbia Británica.  El programa inicialmente transmitía sólo durante la semana laboral.  Posteriormente, en febrero de 2005, se lanzó una edición de fin de semana presentada por Tara Nelson (ahora en CTV Calgary).  El programa es hoy presentado por Robin Gill. Originalmente transmitido en diferente horarios alrededor del país, el programa se trasladó eventualmente a las 5:30 p.m. en todas las provincias, excepto atlántica, donde se le asignó las 6:30 p. m..  Desde entonces, Global National deprisa robó teleaudiencia a CTV National News, pasándole en varias ocasiones. Una versión en  mandarín del telediario, titulado  Global National Mandarin, fue inaugurada el 23 de enero del 2012 con la presentadora Carol Wang, y puede verse en días laborales en Shaw Multicultural Channel en Vancouver y Calgary.
A partir del 7 de enero del 2013, la red tomó su programa The Morning Show, hasta entonces de su canal local de Toronto, lo extendió media hora, y lo retransmite en sus otros canales locales; previamente, Global no transmitía programa matinal alguno.
The West Block, programa nacional de asuntos políticos de mañanas de domingo, debutó el 6 de noviembre del 2011.
El programa de reportaje de investigación 16x9 así como el Global National Mandarin fueron ambos cancelados el 28 de junio  del 2016. El Global National Mandarin transmitió su emisión final el 30 de junio de 2016.

## Programas locales

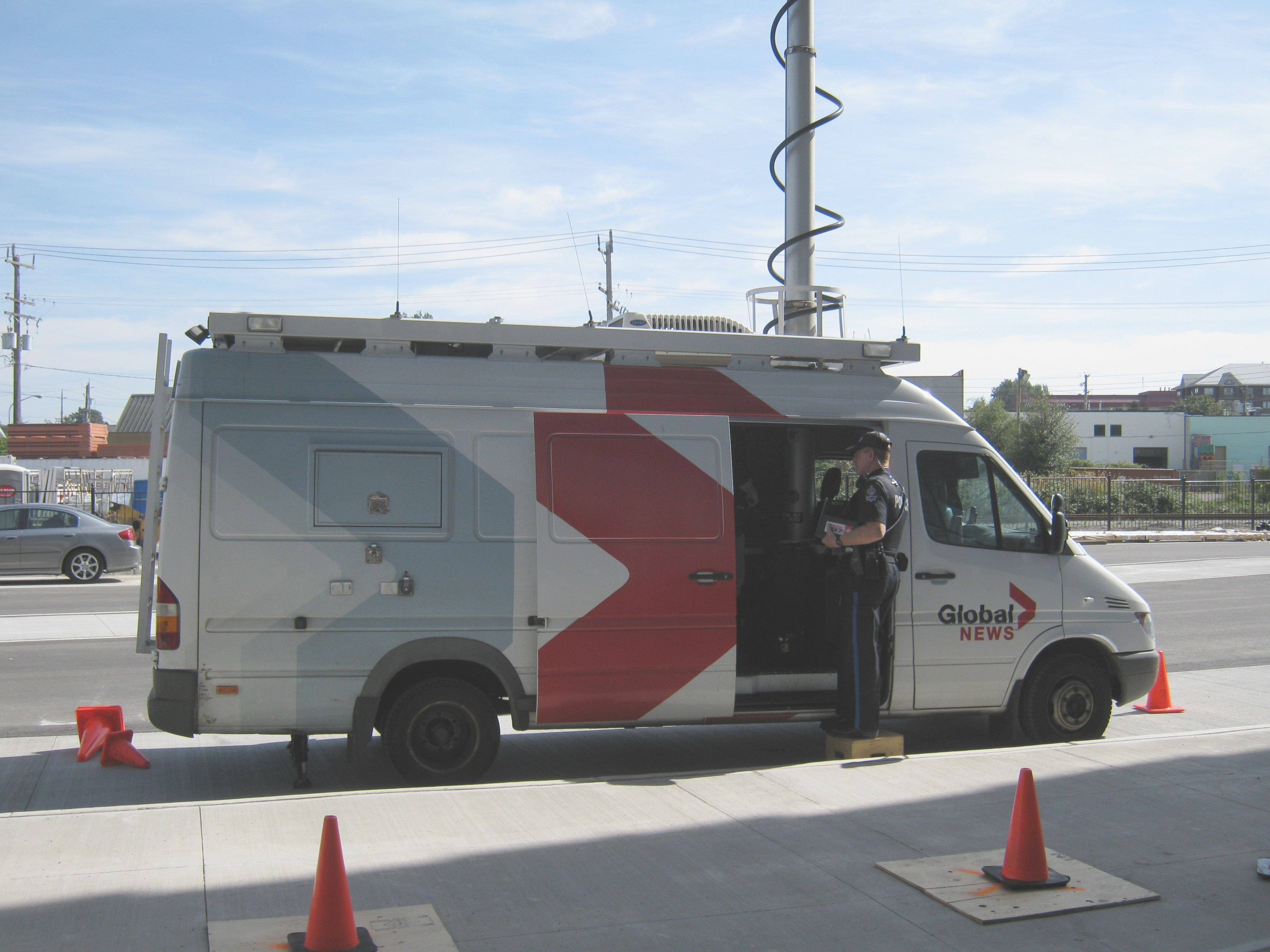
Microbús camioneta para transmisiones en vivo

En la forma original de la red como estación independiente ubicada exclusivamente en Ontario, los presentadores de noticias originales eran Peter Trueman y Peter Desbarats quienes lanzaron Global News en 1974.
Como parte de un cambio de marca, los títulos de telediario local y horarios fueron estandarizados el 6 de febrero del 2006, siguiendo el formato de la BCTV.
El 4 de octubre 4 del 2007, la entonces propietaria, Canwest, anunció la  centralización de las funciones de estudios de producción de noticias en todas las estaciones de Global, excepto CHBC Kelowna, en cuatro centros de emisión - CHAN Vancouver, CITV Edmonton, CICT Calgary, y CIII Toronto.  La compañía declaró que esto permitiría a todas sus estaciones transicionar al formato de TV de alta definición, y crear alrededor 50 trabajos nuevos en las cuatro estaciones.  Aproximadamente 250 puestos serían eliminados en las otras estaciones, la mayoría de los cuales serían posiciones técnicas tras bambalinas.
El 31 de mayo de 2011 Shaw Media anunció que nuevos espectáculos matutinos locales serían lanzados en Global Toronto, Global Winnipeg, Global Saskatoon, Global Regina y Global Maritimes a fines del 2011. Telediarios locales de mañana de domingo locales fueron también anunciados para Global Edmonton y Global Calgary, e inaugurados en septiembre de 2011. El aumento en programación noticiosa es parte de un paquete de servicios que Shaw Media  prometió como condición para adquirir la empresa.
Encima mayo 30, 2012, Shaw Media anunció expansiones más lejanas a Globales  ofrendas de programación noticiosa, con el lanzamiento de un telediario de mediodía de hora media nuevo en Toronto Global encima agosto 27, y la expansión de telediarios de horario de máxima audiencia en Globales Winnipeg, Globales Saskatoon, Regina Global a una hora (y en vuelta, re-marca les de Primo Noticioso a Final de Hora Noticiosa) encima agosto 20. El anteriormente anunciado weekday telediarios de mañana en Montreal Global y Global Maritimes era también confirmado para lanzar en caída 2012 en fechas todavía para ser determinados (sus lanzamientos eran más tarde aplazados a tempranos 2013). Telediarios de mañana local en Globales BC, Globales Edmonton y Calgary Global era también expandida, con el weekday telediarios de mañana encima todo tres estaciones alargaron a cuatro horas encima agosto 27, y la mañana de domingo los programas noticiosos que expanden a tres horas que empiezan septiembre 2, 2012.  16:9 era también movido de sábados a noches de viernes, y Globales Noticiosos' el sitio web también recibió una redefinición en temprano 2013 con compatibilidad para dispositivos móviles en mente.

### Centralización
El 9 de abril de 2015, Shaw anunció recortes a las operaciones noticiosas locales y una subsiguiente reorganización. Bajo estos cambios, el cual empezó para tomar efecto en agosto de 2015, producción de fin de semana y noche tardíos telediarios en los mercados exteriores de Calgary, Edmonton, Vancouver, y Toronto, está centralizado fuera de Global estudios en Toronto. Las anclas y los meteorólogos están proporcionados por la operación noticiosa centralizada, mientras las historias locales están presentadas por los reporteros de la estación.
Las versiones regionales de los espectáculos de mañana también cambiados a un formato nacional-local híbrido, con un subsegmento regional de ocho minutos por cada media hora de transmisión nacional. Los espectáculos de mañana regionales y los telediarios de la noche, por otro lado, continuaron siendo producidos localmente. Troya Reeb, vicepresidente sénior de noticioso y operaciones de estación de Global, explicó que estos cambios permitirían a las estaciones individuales dedicar más recursos a la creación de contenido noticioso local para plataformas televisivas y digitales, y reducir redundancia en su cobertura de titulares nacionales. Reeb También explicó que los cambios estuvieron significados para dejar reducciones de personal, whilst dejando la red para "encontrar maneras innovadoras" para distribuir contenido noticioso; al menos 80 trabajos estuvieron perdidos nationwide cuando parte del proceso.
En junio de 2015, Global anunciado que  haya adquirido derechos canadienses al Espectáculo Tardío con Stephen Colbert. Los telediarios tardíos estuvieron mantenidos en o acortados a 35 minutos en mercados donde El Espectáculo Tardío era para airear en simulcast con CBS en 11:35 p.m. para simsub propósitos, incluyendo Halifax, Kelowna, Montreal, Nuevo Brunswick, Toronto, y Vancouver. Shaw hubo anteriormente anunció que  extienda sus telediarios tardíos en Halifax, Montreal, y Nuevo Brunswick a una hora llena; para compensar para el cambio, Montreal Global en cambio introdujo un telediario de mediodía de hora media, y expandió su anochecer noticioso a una hora. En mercados con hora-telediarios tardíos largos, El Espectáculo Tardío es cinta -retrasado para airear en la parte superior de la hora en cambio.
Encima enero 11, 2012, Shaw Medios de comunicación lo anunció había archivado una aplicación con el canadiense Radiofónico-televisivo y Comisión de Telecomunicaciones (CRTC) para lanzar un 24-hora Vancouver-basado red noticiosa regional (para ser autorizado como Categoría B canal de especialidad de cable digital). El canal, tentatively nombrado Global Noticioso: BC 1, devendrá el cuarto canal noticioso regional en Canadá y el primer localizado exterior de Ontario, y será operado por Global BC y utilizar su personal noticioso. La programación propuesta incluye un espectáculo de charla del horario de máxima audiencia hosted por Global BC reportero sénior Jill Krop. Inicialmente slated para lanzar en verano 2012, CRTC autorizando los retrasos han dirigido el lanzadores de ser rescheduled para Marcha 14, 2013.
En 2017, Corus la radio empezó a re-marca charla noticiosa y todo-estaciones radiofónicas noticiosas en mercados importantes bajo la pancarta Radio Noticiosa Global para crear sinergias con su programación noticiosa televisiva.
| Provincia          | Ciudad    | Señal de llamada | Formato            |
| ------------------ | --------- | ---------------- | ------------------ |
| Alberta            | Calgary   | CHQR             | Charla noticiosa   |
| Alberta            | Edmonton  | CHQT             | Todo-noticioso**   |
| Alberta            | Edmonton  | CHED             | Charla noticiosa** |
| Británico Columbia | Vancouver | CKNW             | Charla noticiosa   |
| Manitoba           | Winnipeg  | CJOB             | Charla noticiosa   |
| Ontario            | Londres   | CFPL             | Charla noticiosa   |
| Ontario            | Hamilton  | CHML             | Charla noticiosa   |
| Ontario            | Toronto   | CFMJ             | Charla noticiosa   |

## Crítica
En julio de 2010, en un segmento sobre manifestaciones en Toronto reclamando una investigación sobre las acciones policiales durante una conferencia del G20, Global National insertó video filmado en otra ocasión y lugar.  La noticia incluyó pietaje de la violencia que entró en erupción en las calles de Toronto durante las manifestaciones pero Global añadió una escena filmada meses antes en Vancouver antes durante la olimpiada de invierno del 2010.  Después de que esto fue denunciado en la bitácora canadiense In-Sights, Global adujo que todo fue un involuntario error de edición.